# Musée des arts appliqués Grassi de Leipzig
Pour les articles homonymes, voir Musée des arts appliqués.
Le Musée des arts appliqués (en allemand : Museum für Angewandte Kunst) est un musée situé à Leipzig, en Allemagne. Il s'agit du deuxième plus ancien musée d'arts décoratifs du pays, fondé six ans après le musée des Arts décoratifs de Berlin. De nos jours, il est intégré au Musée Grassi, un complexe muséal qui abrite également le musée Grassi d'ethnologie et le musée des instruments de musique de l'université de Leipzig, et qui occupe un vaste bâtiment sur la Johannisplatz.

## Histoire
Le musée est fondé en 1874 sous le nom de Kunstgewerbemuseum (Musée des Arts et Métiers). Il emménage en 1926 dans son lieu actuel, le nouveau bâtiment Grassi. Durant la Seconde Guerre mondiale, de nombreuses pièces de la collection sont détruites par les bombardements.
Entre 1981 et 1994, les dommages importants subis par le bâtiment rendent impossible la présentation d'une exposition permanente. Le Musée Grassi fait l'objet d'une rénovation complète entre 2001 et 2006. Le musée adopte son nom actuel de musée des arts appliqués en 2005, et la nouvelle exposition permanente ouvre ses portes au public en 2007.
Le musée compte parmi la vingtaine d'institutions désignées comme « Phares culturels » (Kulturelle Leuchttürme) dans le « Livre bleu » (Blaubuch) publié par le gouvernement fédéral allemand. Ce dernier recense les institutions culturelles d'importance nationale situées sur le territoire de l'ancienne Allemagne de l'est. À ce titre, le musée est membre de la Konferenz Nationaler Kultureinrichtungen (Conférence des institutions culturelles nationales).

## Collections
Le musée conserve environ 90 000 pièces qui illustrent l'art décoratif de toutes les époques depuis l'Antiquité. La collection se distingue particulièrement par la richesse de ses objets des années 1920 et 1930. Elle comprend des Céramiques, des textiles, de la verrerie, des objets en métal, des sculptures, du mobilier et des monnaies.
Plus de 2 000 pièces font l'objet d'une exposition permanente, répartie en deux parcours principaux : « De l'Antiquité à l'Historicisme » et « Art Asiatique ». L'ouverture d'un troisième parcours, « De l'Art Nouveau à nos jours », était prévue pour fin 2011. Le musée organise également des expositions temporaires thématiques.
L'un des points d'orgue de la visite est la « Salle Romaine », dont les panneaux décoratifs proviennent d'un palais situé à Eythra, près de Leipzig. Ce dernier fut démoli pour permettre l'exploitation d'une mine de charbon à ciel ouvert.
Le musée dispose en outre d'une collection d'arts graphiques riche de plus de 50 000 œuvres, d'archives photographiques comptant 75 000 documents et d'une bibliothèque contenant environ 60 000 ouvrages.